# (5323) Fogh
(5323) Fogh ist ein Asteroid des Hauptgürtels, der am 13. Oktober 1986 vom dänischen Astronomen Poul Jensen am Brorfelde-Observatorium (IAU-Code 054) in der Nähe von Holbæk in Dänemark entdeckt wurde.
Der Asteroid wurde am 10. November 2003 nach dem dänischen Astronomen Hans Jørn Fogh Olsen (* 1943) benannt, der ein Mitarbeiter des Observatoriums ist.